# Adventure Game Studio
Adventure Game Studio – zintegrowane środowisko do tworzenia gier przygodowych. Środowisko działa w systemach: Linux, Windows i Mac OS oraz w systemach mobilnych Android, iOS i PlayStation. Łączy w sobie IDE służące do projektowania większości aspektów gry z językiem skryptowym opartym na C, którego celem jest przetwarzanie logiki. Silnik został stworzony przez Chrisa Jonesa w 1997 roku dla systemu MS-DOS.